# Coal Grove
Coal Grove is een plaats (village) in de Amerikaanse staat Ohio, en valt bestuurlijk gezien onder Lawrence County.

## Demografie
Bij de volkstelling in 2000 werd het aantal inwoners vastgesteld op 2027. In 2006 is het aantal inwoners door het United States Census Bureau geschat op 2087, een stijging van 60 (3,0%).

## Geografie
Volgens het United States Census Bureau beslaat de plaats een oppervlakte van 5,5 km², waarvan 5,1 km² land en 0,4 km² water.

## Plaatsen in de nabije omgeving
De onderstaande figuur toont nabijgelegen plaatsen in een straal van 8 km rond Coal Grove.